# Leprocaulon
Leprocaulon Nyl. (chromik) – rodzaj grzybów z rodziny Leprocaulaceae. Ze względu na współżycie z glonami zaliczany jest do grupy porostów. W Polsce występuje jeden gatunek.

## Systematyka i nazewnictwo
Pozycja w klasyfikacji według Index Fungorum: Leprocaulaceae, Incertae sedis, Lecanoromycetidae, Lecanoromycetes, Pezizomycotina, Ascomycota, Fungi.
Nazwa polska według W. Fałtynowicza.

## Niektóre gatunki
- Leprocaulon arbuscula (Nyl.) Nyl. 1892
- Leprocaulon microscopicum (Vill.) Gams 1967 – chromik grynszpanowy
- Leprocaulon pseudoarbuscula (Asahina) I.M. Lamb & A. Ward 1974

Nazwy naukowe na podstawie Index Fungorum. Uwzględniono tylko taksony zweryfikowane. Nazwy polskie według W. Fałtynowicza.